# Embraer ERJ 145
Dimensions
L'avion de transport régional Embraer ERJ 145 est un biréacteur de 50 places produit par la société brésilienne Embraer. Entré en service le 11 août 1995. Il fait partie des jets régionaux les plus populaires du monde, son principal concurrent étant le Bombardier CRJ (Canadair Regional Jet).

## Histoire
Conçu à partir de l’Embraer EMB-120, l'Embraer ERJ 145  a effectué son premier vol le 11 août 1995. Il a été présenté pour la première fois au salon aéronautique du Bourget de 1989, et le premier avion de série a été livré en décembre 1996 à ExpressJet Airline, filiale de Continental Airlines.
En 2018, Air France utilise ce petit avion d'une cinquantaine de places pour les vols régionaux tels que Quimper-Paris. L'avion transporte les passagers sur des vols n’excédant pas plus de 2 500 km.
En juillet 2019, 422 appareils sont en service. L’Embraer ERJ-145 est le biréacteur le plus commercialisé du constructeur brésilien Embraer, avec 693 avions livrés aux compagnies aériennes au début de 2025. 

## Fiche technique
Il est un peu plus long et plus étroit que le Canadair Regional Jet. Il est équipé de deux moteurs Rolls-Royce AE 3007 situés à l'arrière de l'appareil,.
Une partie des ailes est produite par la société Belge Sonaca.

## Galerie

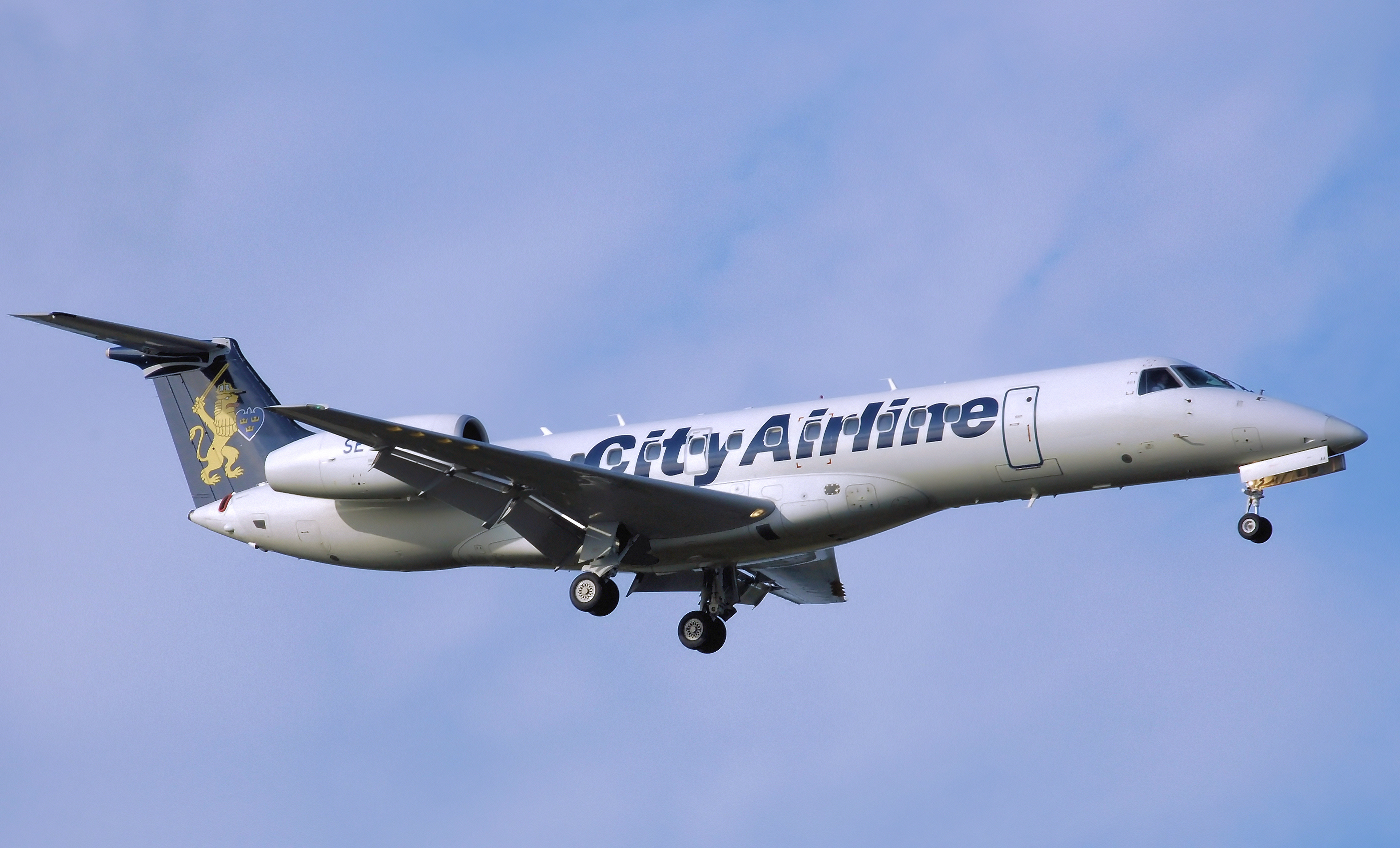
Embraer ERJ 135 de City Airline (en).
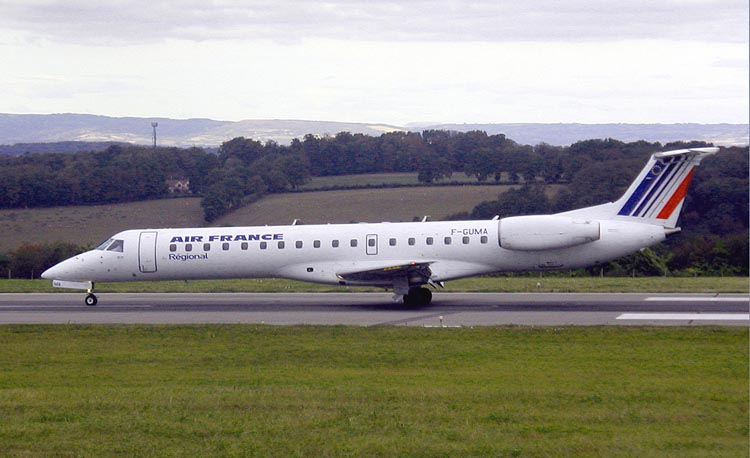
Embraer ERJ 145 d'Air France Régional.
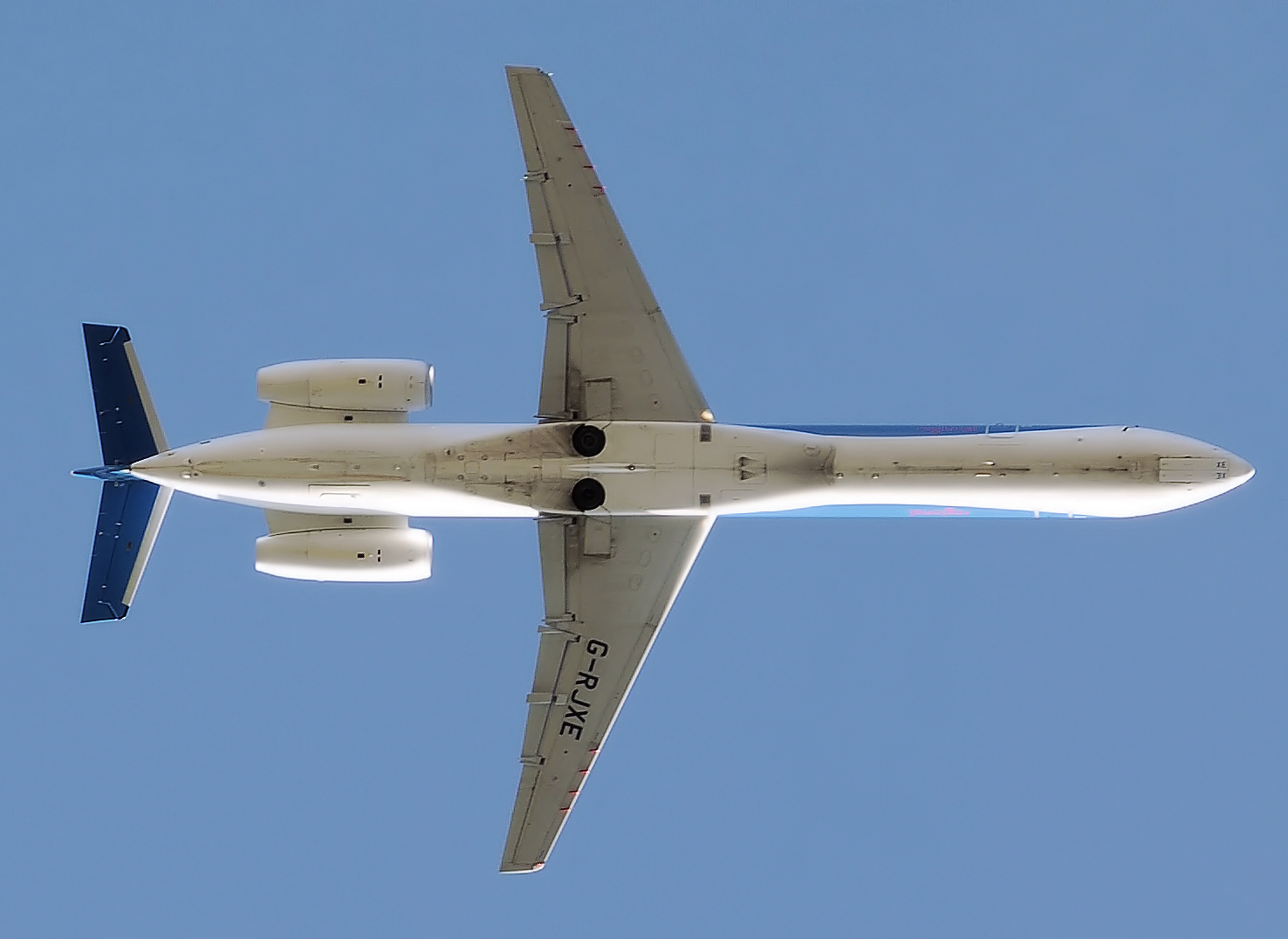
Embraer ERJ 145 de Bmi.
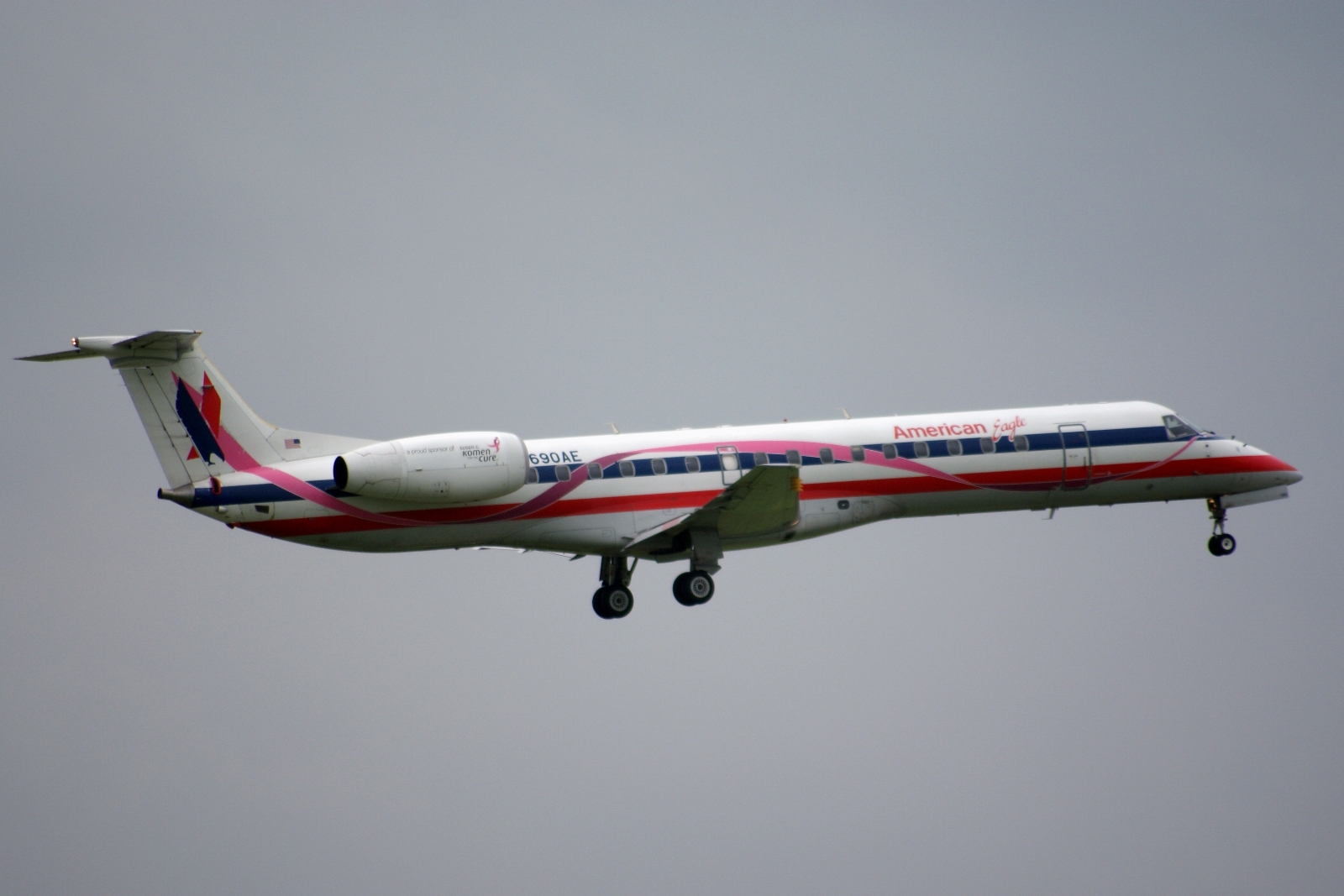
ERJ 145LR de American Eagle Airlines Susan G. Komen for the cure
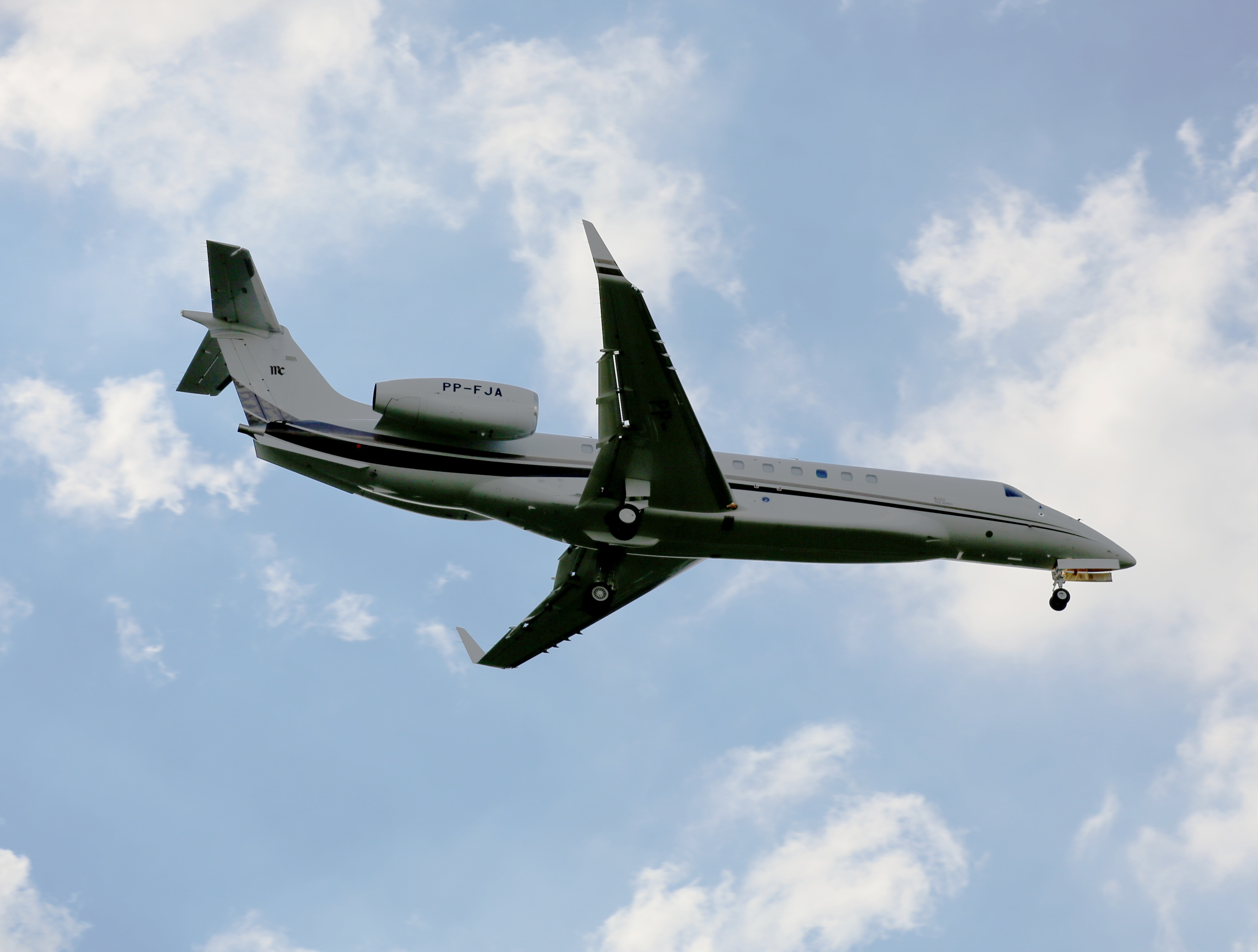
Embraer ERJ-135BJ (Buisness Jet)